# 鄭克
鄭克（?—?），字武子，一字克明。南宋開封人。
鄭克於《宋史》无传，僅知其為宣和六年（1124年）沈诲榜进士，南宋初以迪功郎任建康府上元县尉，后以承直郎擔任湖州提刑司幹官。著有《折狱龟鉴》。